# Lubsko
Lubskoⓘ (anteriormente Zemsz, em alemão: Sommerfeld, em sorábio: Žemŕ) é um município no oeste da Polônia. Pertence à voivodia da Lubúsquia, no condado de Żary. É a sede da comuna urbano-rural de Lubsko.
Entre 1975 e 1998, a cidade pertenceu administrativamente à voivodia de Zielona Góra.
Estende-se por uma área de 12,5 km², com 13 548 habitantes, segundo o censo de 31 de dezembro de 2021, com uma densidade populacional de 1 083,8 hab./km².

## Localização
Lubsko está situada na Depressão da Baixa Lusácia, no rio Lubsza, na parte sudoeste da voivodia da Lubúsquia, no cruzamento das estradas: Zielona Góra — Zasieki — Forst e Żary — Gubin, perto da fronteira com a Alemanha.
Lubsko fica no extremo leste da Bacia de Zasieka.
Segundo os dados de 31 de dezembro de 2021, a área da cidade era de 12,5 km².

## História

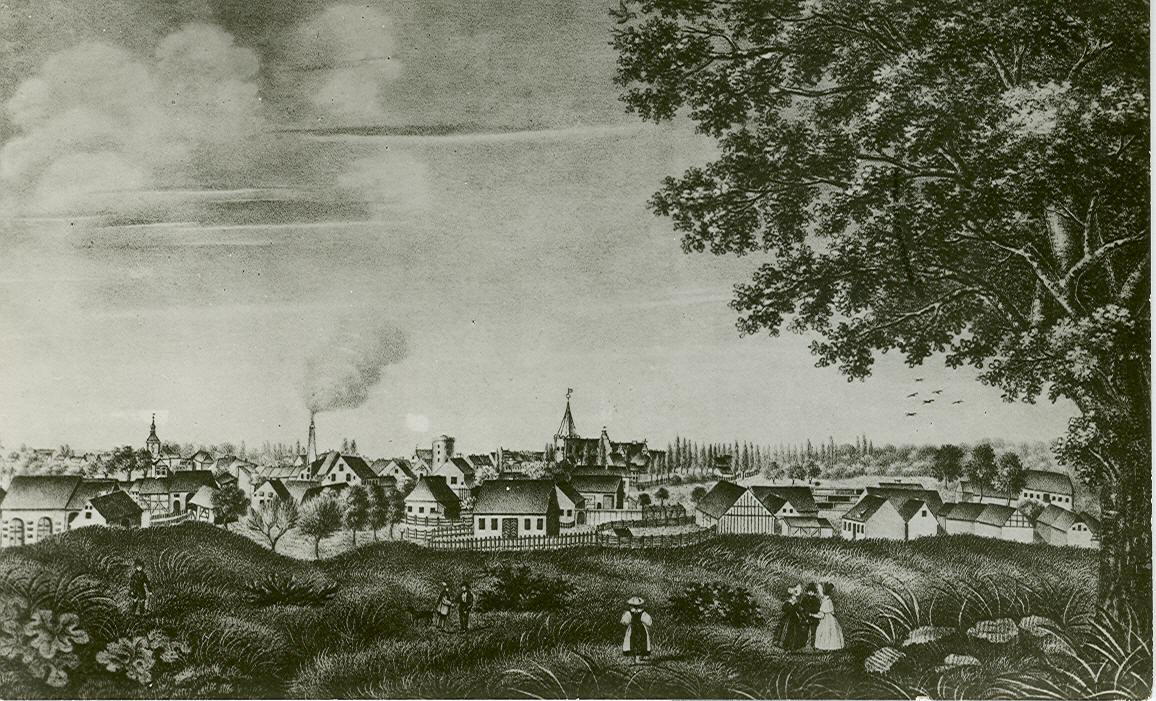
Lubsko em 1841

A primeira menção histórica da cidade (como Sommerfeld) data de 1258. Historicamente, pertence à Baixa Lusácia, embora na Idade Média também tenha sido território da Baixa Silésia, ou seja, dos principados da Silésia no século XIII, de Świdnicko-Jaworski no século XIV e de Głogów no século XV, durante o período da divisão polonesa; nesse meio tempo, também esteve sob a influência da Coroa tcheca. O último príncipe da Dinastia piasta a governar Lubsko foi João II, o Louco, a quem a cidade jurou lealdade em 1476. Esse príncipe acabou perdendo a cidade após a Guerra da Sucessão de Głogów, em 1482, para Brandemburgo, com a qual mais tarde caiu nas fronteiras da Prússia, em 1701, e do Império Alemão, em 1871. Em fevereiro de 1813, lanceiros poloneses ficaram aquartelados na cidade. Em 1846, foi inaugurada a linha ferroviária Berlim-Breslávia e, em 1913, foi estabelecida uma conexão com Krosno Odrzańskie.
Em 1945, Lubsko tornou-se parte da Polônia, inicialmente com o nome de Zemsz. De 1954 a 1975, Lubsko foi uma cidade distrital (Condado de Lubsko).

## Demografia
Conforme os dados do Escritório Central de Estatística da Polônia (GUS) de 31 de dezembro de 2022, Lubsko é uma cidade pequena com uma população de 12 971 habitantes (13.º lugar na voivodia da Lubúsquia e 330.º na Polônia), tem uma área de 12,58 km² (15.º lugar na voivodia da Lubúsquia e 503.º lugar na Polônia) e uma densidade populacional de 1 031,08 hab./km² (15.º lugar na voivodia da Lubúsquia e 301.º lugar na Polônia). Nos anos 2002–2021, o número de habitantes diminuiu 10,5%.
Os habitantes de Lubsko constituem cerca de 13,72% da população do condado de Żary, constituindo 1,32% da população da voivodia da Lubúsquia.
| Descrição                         | Total      | Total     | Mulheres   | Mulheres  | Homens     | Homens    |
| --------------------------------- | ---------- | --------- | ---------- | --------- | ---------- | --------- |
| unidade                           | habitantes | %         | habitantes | %         | habitantes | %         |
| população                         | 12 971     | 100       | 6 692      | 51,6      | 6 279      | 48,4      |
| área                              | 12,58 km²  | 12,58 km² | 12,58 km²  | 12,58 km² | 12,58 km²  | 12,58 km² |
| densidade populacional (hab./km²) | 1 031,08   | 1 031,08  | 532,04     | 532,04    | 499,04     | 499,04    |

## Monumentos históricos

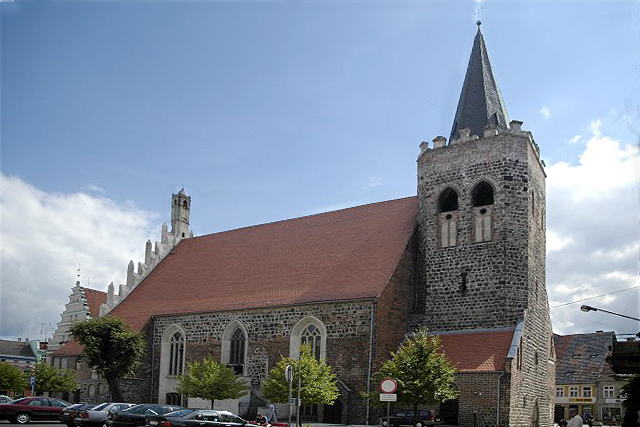
Igreja da Visitação da Virgem Maria

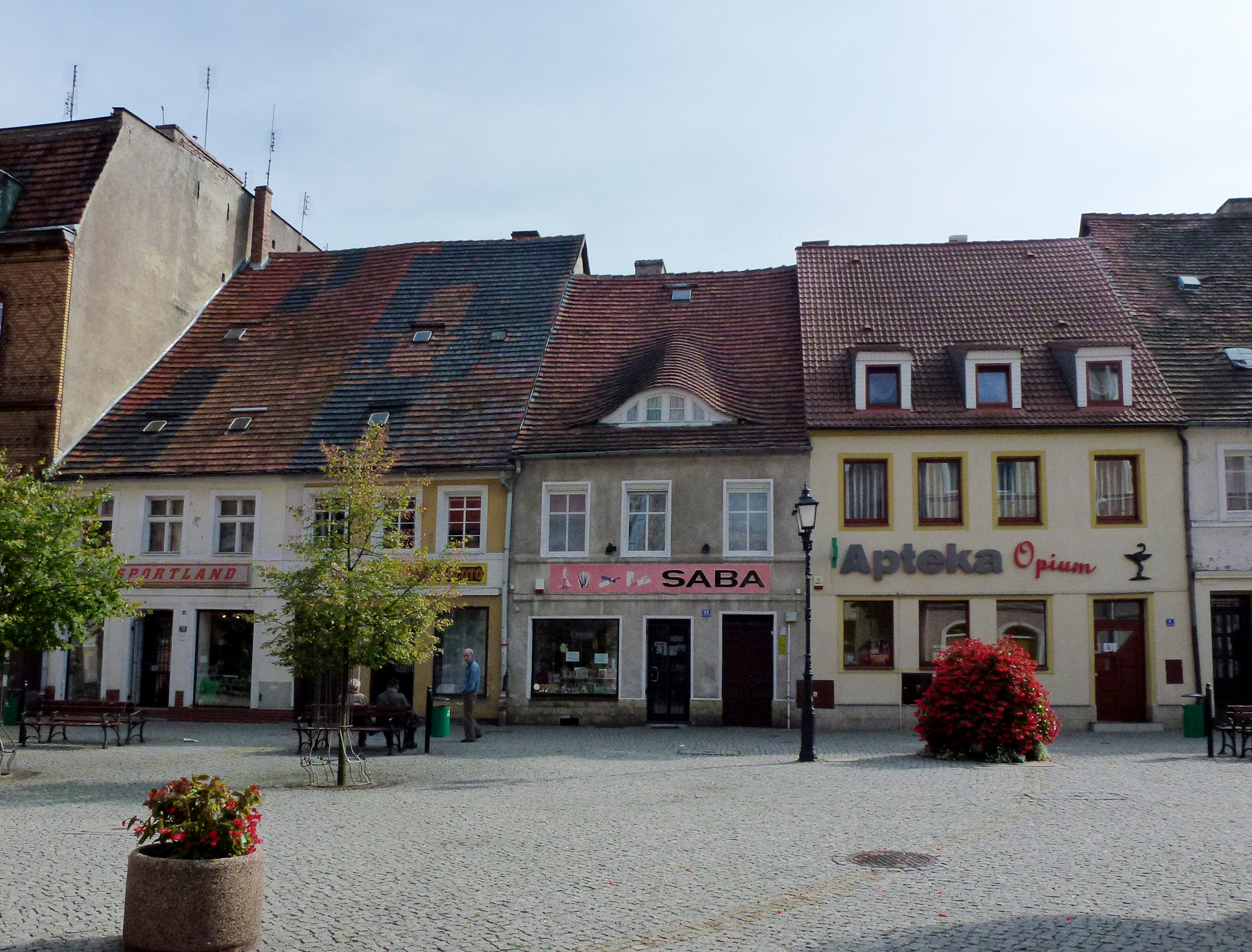
Casas geminadas na praça Wolności

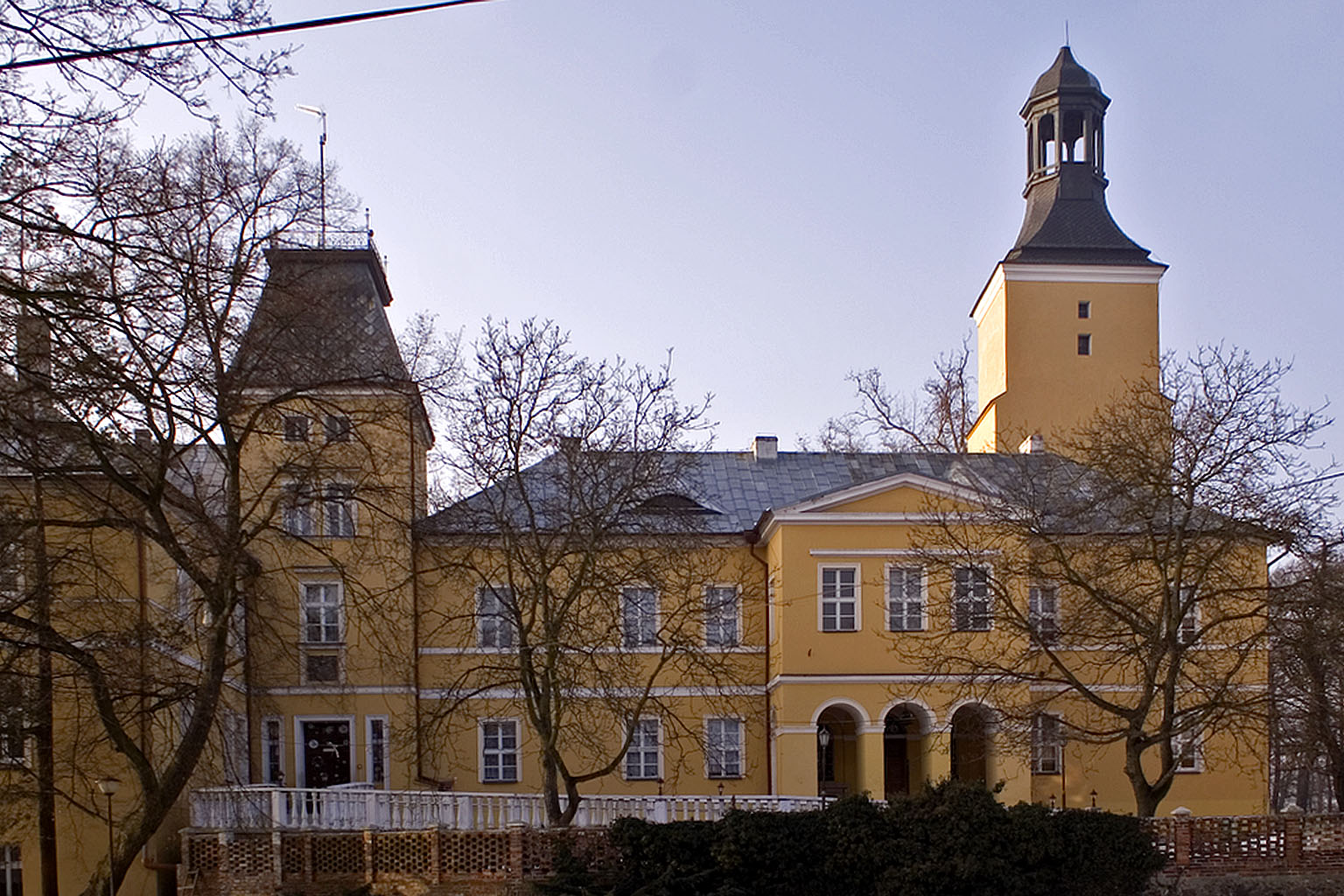
Castelo — agora um lar para idosos

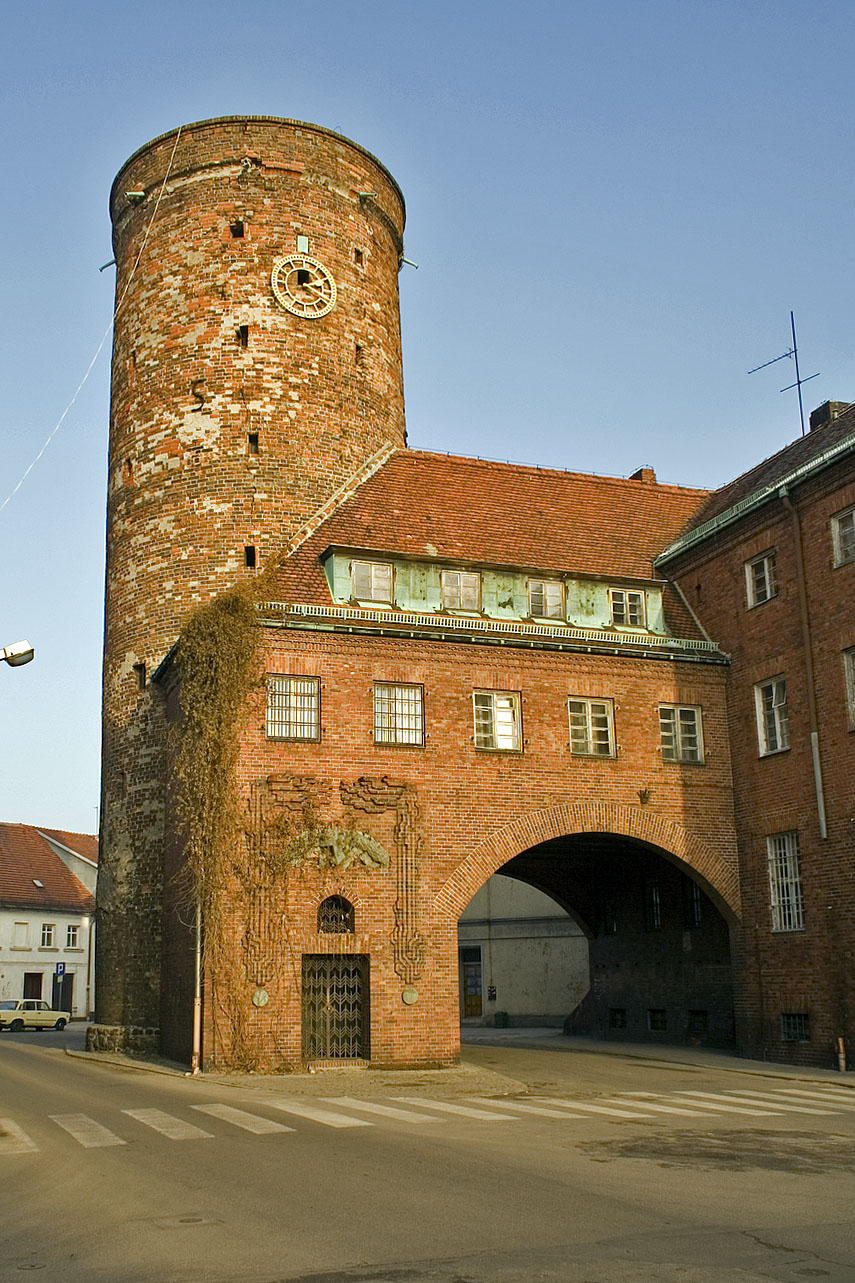
Torre do Portão Żarska

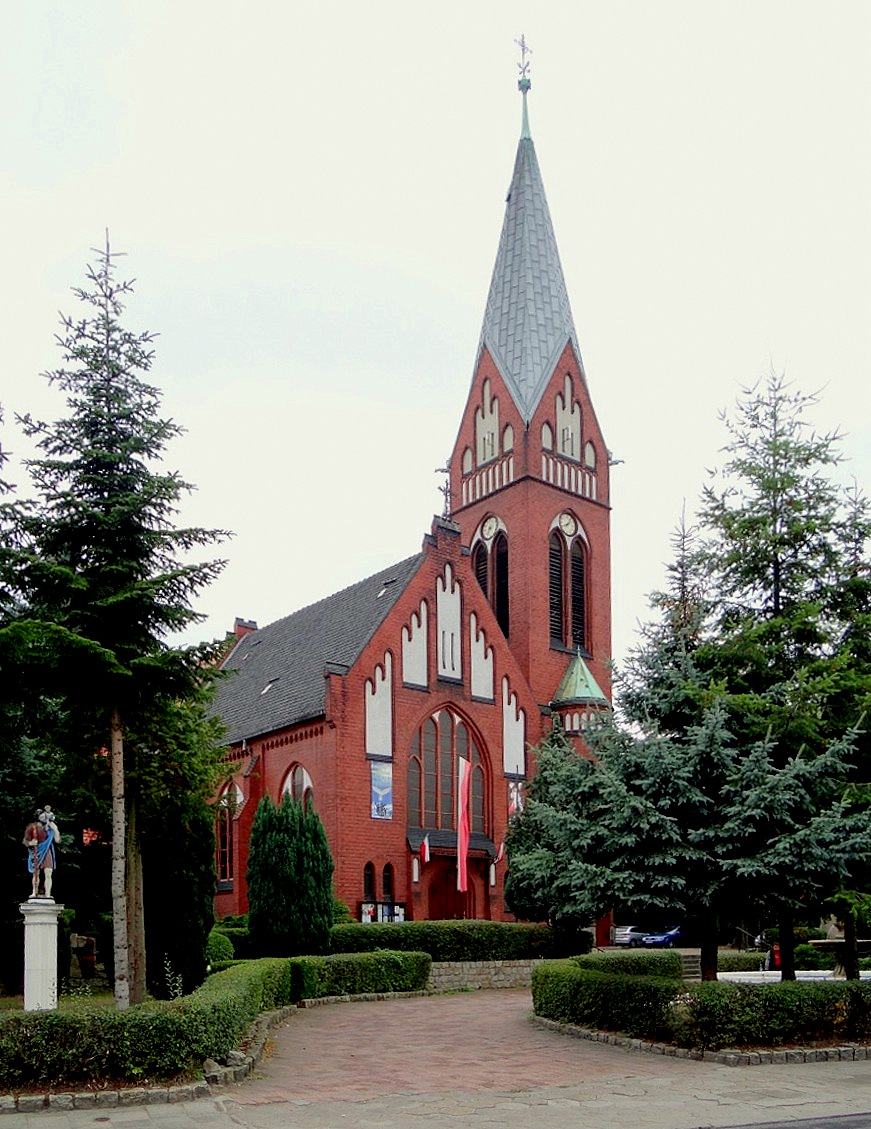
Igreja do Sagrado Coração de Jesus

O registro provincial de monumentos inclui:
- Cidade
- Igreja paroquial da Visitação da Bem-Aventurada Virgem Maria, gótica de meados do século XIII, séculos XIV e XV, praça Wolności, 2.
- Capela do cemitério
- Castelo, rua Zamkowa, 10, de 1570, século XVIII, século XIX, atualmente uma casa de repouso
- Torre da cerca — torre do portão Żarska, rua Popławskiego, gótico do século XIV/XV, 1935
- Prefeitura, renascentista de 1580
- Casa, rua Kopernika, 1, de meados do século XIX
- Casa com anexos, rua Kopernika, 20a, de 1690, 1859
- Pousada, rua Mickiewicza, 4 (anteriormente 24), do século XVIII/século XIX
- Casa, rua E. Plater 2-4 / Krakowskie Przedmieście, de 1904–1905
- Pousada, rua Popławskiego, 6, 18, do século XVIII
- Casa, rua Poznańska, 8, do início do século XIX
- Prédios:
  - Casas, rua Krakowskie Przedmieście 3, 6 (não existe), 7, 19/Mickiewicza 1; 21, 29, 30, 65, 65 a-b, do século XVIII/XIX
  - Sete casas, rua Sienkiewicza 1, 2, 3, 6, 7, 12, 14, do século XVIII/XIX
  - Edifícios da praça Wolności, 3/4, 7, 8, 9, 10, 11, 12, 14, 15, 19, 20, 22, 23, 25, 29, 30, 31, 32, 33, 34, do século XVIII, século XIX, século XX
- Corpo de bombeiros, praça Wolności

Outros monumentos:
- Cemitério judeu
- Igreja evangélica, agora católica romana, do Sagrado Coração de Jesus, neogótica.

## Educação
Estabelecimentos educacionais
- Ensino fundamental:
  - Escola de ensino fundamental n.º 1 Janusz Korczak, rua Strzelecka 1[12]
  - Escola de ensino fundamental n.º 2 Bolesław Chrobry, rua Bohaterów 6[13]
  - Escola de ensino fundamental n.º 3 Adam Mickiewicz, rua Moniuszki 36[14]
  - Escola de ensino fundamental particular Adam Mickiewicz, rua Chopina 10A[15]
  - Escola de ensino fundamental Edmund Bojanowski, rua Kolejowa 9[16]
  - Escola Especial e Centro Educacional João Paulo II, rua Szkolna 4[17]
- Escolas secundárias:
  - Complexo de escolas secundárias gerais e de economia, rua Chopina 10[18]
    - Escola de ensino médio sênior integral Stefan Żeromski[19]
    - Escola Técnica secundária Ludwik Krzywicki[20]

  - Complexo da Escola Técnica secundária Władysław Reymont (antigo Complexo da escola secundária agrícola), rua Powstańców Wielkopolskich 2[21]

## Comunidades religiosas
- Comunidade cristã pentecostal
  - Igreja
- Igreja Católica de Rito Latino:
  - Paróquia do Sagrado Coração de Jesus, rua Wrocławska 6[22]
  - Paróquia da Visitação da Bem-Aventurada Virgem Maria, rua Kościuszki 18[23]
- Testemunhas de Jeová:
  - Igreja em Lubsko (Salão do Reino, rua Gdańska, 11A)

## Esporte
Desde 1946, existe um clube de futebol em Lubsko chamado Clube Esportivo Popular Municipal “Budowlani” Lubsko, que joga na III Liga da Baixa Silésia-Lubúsquia. A equipe joga suas partidas em casa no Estádio do Centro esportivo e recreativo (OSiR) em Lubsko.
Há também a Associação de voleibol EUROTAX Lubsko.

## Transporte

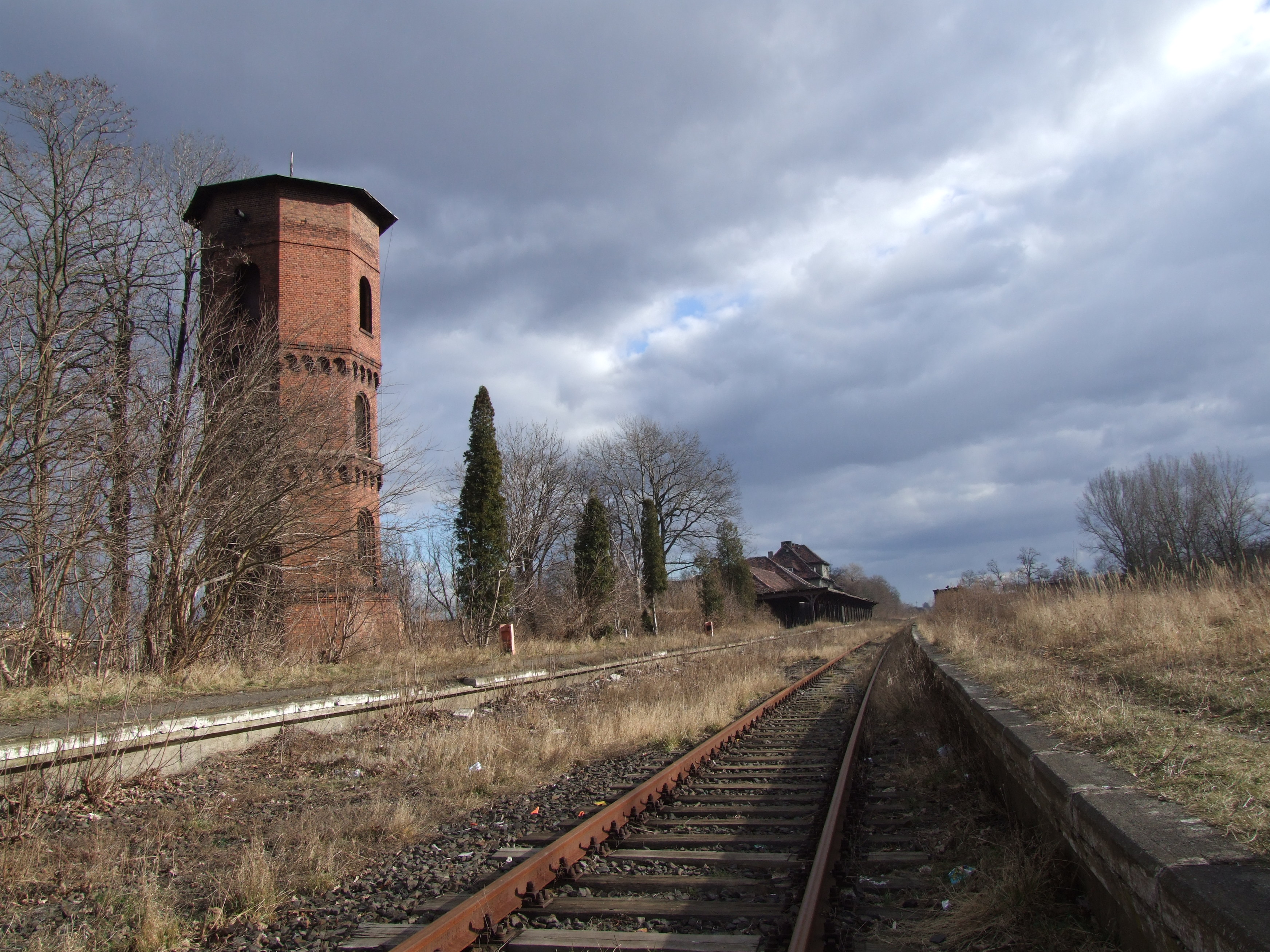
Torre de água da ferrovia e estação ferroviária desativada em Lubsko, de 1846

Duas estradas provinciais atravessam a cidade:
- Estrada provincial n.º 287 Kosierz — Żary
- Estrada provincial n.º 289 Zasieki (fronteira nacional) — Nowogród Bobrzański (anel viário)

Há uma estação de ônibus do Transporte Motorizado Estatal (PKS) na cidade, de onde se pode viajar principalmente para as cidades vizinhas.
As seguintes ferrovias atravessam a cidade:
| Número da linha | Trecho                     | Observações |
| --------------- | -------------------------- | --- |
| Linha n.º 275   | Wrocław Muchobór — Gubinek | Não há tráfego no trecho Żagań — Lubsko. Atualmente, está em andamento a reconstrução dos trilhos de Bieniów a Lubsko, no âmbito do programa governamental Kolej+. O início do tráfego de passageiros está previsto para 2028. O trecho Lubsko — Gubinek está na maioria demolido. |
| Linha n.º 365   | Stary Raduszec – Łęknica   | Linha férrea em desuso (trilhos retirados). |

Há também edifícios da antiga estação ferroviária.